# 漢森角
漢森角（英語：Cape Hansen）是南極洲的海岬，位於南奧克尼群島的科羅內申島南岸，是冰山灣和馬歇爾灣的分隔點，由挪威捕鯨船在1912至1913年命名，現時由南極條約體系管理。
60°40′S 45°35′W / 60.667°S 45.583°W